# Дзівгізські передпечерні замки
Дзівгізська наскельна фортеця (ос. Дзывгъисы гæнах) — комплекс оборонних споруд, різного ступеня збереження, розташований в майже порожньому куртатинському селищі Дзівгіс (Північна Осетія). Дзівгізський комплекс складається з 6 печер різної величини, до яких прибудовані кам'яні укріплення.

## Історія
Збереглося 6 передпечерних житлових веж. Базою Дзівгізських скельних жител послужили природні виїмки, зроблені у вапнякових скелях водою і вітром. Укріплення, складені з місцевого каменю і порослі густою рослинністю, виглядають єдиним цілим з «материнською» горою Каріу-хох, незважаючи на очевидну рукотворність споруди. Печери закладені стінами з каменів, скріплених міцним розчином. Будівлі розташовані на різних висотах, але в одній площині. Є печери, де могли розміститися не менше сотні людей.
Існує переказ, що Дзівгізські замки в XVI столітті перегородили дорогу в Куртатинську ущелину кизилбашському шахові Аббасу I.
Головне укріплення відрізняється значними розмірами, розташовується на нижньому рівні; доступ до нього можливий по викладених з каменю сходах. У всі інші споруди був прохід із сусідніх — по висіченим в скелях стежках і навісних сходах, які прибиралися в разі потреби. Тому в ході бою сполучення між укріпленнями були неможливі, і кожне з них ставало автономним вогнищем оборони. Печера закінчується глибокою «кишенею», яка впирається в глухий кут на позначці 65 метрів.
У 1912 р замки відвідала група дослідників, один з них — осавул Панкратов Ф. С. (псевдонім Гребенец) — залишив записки про відвідини замків.